# Drugdje
Drugdje je fiktivna američka tajna služba koja se pojavljuje u talijanskim stripovima Martin Mystère i Zagor, a ponajbolje je opisana u zasebnom strip serijalu Priče iz baze Drugdje. Bavi se nesvakidašnjim i paranormalnim stvarima. Drugdje je ujedno i naziv glavne baze organizacije.

## Povijest

### Nastanak
Drugdje je utemeljena 20. listopada 1776. u američkoj saveznoj državi Virginiji. Drugdje su osnovali Thomas Jefferson, Benjamin Franklin, Jean Louis Bientôt i Amanda Janosz.
Sve je započelo kada je Thomas Jefferson na svom imanju u Virginiji posjekao drvo na jednom moundu, umjetnom brežuljku-grobu kojega su davno podigli Indijanci. No time je slučajno pustio na slobodu Shogotta, demona kojega je duboko u moundu bio zarobio jedan indijanski vrač. Benjamin Franklin, koji je tada bio gost kod Jeffersona, pozvao je u pomoć Jeana Louisa Bientôta, Francuza kojega je upoznao 20 godina ranije u Engleskoj  i koji se zanimao za okultizam. Bientôt je tada živio u blizini kao traper i odmah je pošao u pomoć dvojici prijatelja.
U međuvremenu, Shogott je zavladao tijelom jednog bokora, crnog vrača koji je kao rob doveden iz Afrike. Shogott, koristeći se svojim moćima, zavladao je i ostalim robovima s obližnjih plantaža i započeo pobunu protiv lokalnih američkih plantažera.
Shogott, u bokorovom tijelu, je stupio i u vezu s Ljudima u crnom, drevnom organizacijom koja se borila da uspori svaki napredak društva. Zajedno s njima je planirao pobunom prisiliti pobunjeničku kolonijalnu vojsku generala Georgea Washingtona na povlačenje, čime bi britanska vojska kralja Georgea trećeg dobila rat.
Jefferson, Franklin i Bientôt su se za pomoć obratili Amandi, ženi s određenim magičnim sposobnostima. Ona je otkrila gdje se Shogott nalazi, i uništila njegov dio koji se uvukao u Jeffersona.
No Shoggot, u pratnji jednog Čovjeka u crnom, je otišao do brežuljka zvanog Black Lodge, Crna loža, kako bi se spojio s Izvornim Shoggotom, "Onim koji prebiva u tami" kako bi zavladao cijelim kontinentom. Ubio je Čovjeka u crnom, ali njegovi šefovi su ipak pomoću drevnog elektronskog komunikatora ipak saznali Shoggotove planove. Želeći izbjeći najgore, odlučili su Bientôtu predati "Al Azif", knjigu magije. 
U odlučujućoj bitci Shoggot je iskoristio Amandu i spojio se s "Onim koji prebiva u tami" ali su Bientôt, Jefferson i Franklin, uz pomoć "Al Azifa" i gromobrana uspjeli uništiti Shoggota. Istog treba je nestala i Shoggotova kontrola nad crnim robovima pa je pobuna prestala a vojska generala Washingtona je porazila britanske snage kod Trentona.
Nekoliko dana kasnije, na Jeffersonovom imanju, službeno je stvorena "Drugdje" radi obrane Sjedinjenih Država od natprirodnih prijetnji i Ljudi u crnom.

### 19. stoljeće
U prvoj polovici 19. stoljeća, Drugdje su vodila dva čovjeka, Jesse i Roberts. U njihovo vrijeme, glavna baza Drugdje je smještena u Philadelphiji. Jedan od njihovih najboljih agenata bio je Edgar Allan Poe, koji je u agenciji koristio kodno ime Raven (Gavran).
Kada se profesor Hellingen uz pomoć duha zla Vendiga vratio iz mrtvih, poslao je u Philadelphiju četvoricu ubojica, koji su počeli ubijati u bilo koje doba dana i noći kako bi posijali paniku. Policija, smatrajući da se radi o jednom ubojici, dala mu je nadimak "Čovjek iz gomile", jer je ubojica uvijek napadao na mjestima punim ljudi. Raven i ostali agenti iz Drugdje su pronašli ubojice i zarobili ih, te otkrili da ti ljudi nisu bili gospodari svoje volje; primali su glasovne naredbe preko elektronskog komunikatora koji im je bio ugrađen u glavu. Jesse i Roberts, znajući da je tu na djelu Hellingen ili netko upućen u njegov rad, poslali su Ravena u Darkwood da pomogne Zagoru. Raven je pomogao Zagoru u unišenju Hellingenove prijetnje te su na kraju pustolovine jedan drugome otkrili svoja prava imena.
Nekoliko mjeseci kasnije, kada je primorski grad Port Whale bio pod vlašću baruna Wolfinghama, Jesse i Roberts su ratnim brodom američke mornarice doplovili onamo i topovima pomogli Zagoru, Andrewu Cainu i posadi kapetana Fishlega u uništenju Wolfinghamove jazbine. Prije rastanka, opskrbili su Fishlegov brod bacačima plamena i strojnicama Gatling koje u ovi kasnije koristili u Sargaškom moru protiv Wolfinghamovih ljudi-riba i Krakena.
Negdje tijekom američkog građanskog rata u Sjedinjene države spustila se grupa gmazolikih vanzemaljaca, s namjerom da osvoje planet. 1863. na zapadnom bojištu, grupa žabolikih vanzemaljskih ratnika pobila je jedan odred vojnika Konfederacije pa je Drugdje saznala za vanzemaljsku prijetnju. Agenti Drugdje domogli su se trupla jednog vanzemaljca i prenijeli ga u bazu. Četiri godine kasnije, agenti iz Drugdje, na čelu s Peterom Moorcockom i generalom Ulyssesom Grantom, pokušali su otjerati vanzemaljce silom, ali ni svo topništvo kojim je vojska bombardirala vanzemaljsku bazu, ni tajanstveno oružje iz Drugdje zvano Prototip X nije uspjelo nauditi vanzemaljskoj bazi. Vanzemaljci su pokrenuli invaziju ali su se svi ponapijali tajanstvenim pićem koje su izumili znanstvenici iz Drugdje. Potpuno opijeni, vanzemaljci su se dali u paničan bijeg kada su na nebu ugledali jato golemih ptica (zapravo balone iz Drugdje), svojih prirodnih neprijatelja, te napustili Zemlju. Rješenje kojim je spriječena vanzemaljska invazija smislio je Mark Twain. Twainow nedovršeni zapis o tom događaju poslije je iskoristio Herbert George Wells kako bi napisao roman Rat svjetova.
1896. šef baze Drugdje bio je Gordon Cole i on je poslao satnika Kylea Andersona u  Britaniju gdje je ovaj došao u kontakt sa Sherlockom Holmesom. Njih dvojica su otišli u gradić Mycroft gdje su zajedno istraživali nestanak Holmesovog brata Sherrinforda. Kasnije su otišli u SAD, na kanadsko-američku granicu, te tamo pronašli ulaz u drugu dimenziju gdje se Holmes sukobio s demonom u obliku Henryja Hudsona, te je Holmes oslobodio svog brata.
1897. agenti Drugdje su na Kubi pronašli olupinu vanzemaljske letjelice koja se ondje srušila nešto ranije. Prenijeli su ostatke na sigurno, ali su Ljudi u crnom povjerovali da su ostatci letjelice preneseni na oklopnjaču USS Maine, te su uništili brod dok je bio usidren u luci Havana, što je bilo povod za Španjolsko-američki rat.

### 20. stoljeće
1902. nekoliko dana prije krunidbe, engleskog kralja Edwarda VII. pokušao je ubiti vampir. Šef britanske tajne službe Mycroft Holmes je zadužio profesora Van Helsinga da otkrije tko stoji iza pokušaja atentata. On je u suradnji s agentima iz Drugdje otkrio da je sve organizirao Red Zmaja, pokušavajući Englesku baciti u kaos, dok oni vraćaju u život svog najvećeg ratnika, Drakulu.
1910. Sherlock Holmes se vratio u Drugdje gdje se održao konačni obračun s demonom "Hudsonom" koji je ovaj put bio namjeravao zavladati bazom Drugdje.
1919. Agent Drugdje Harry Houdini je u Drugdje osnovao odjel iluzionizma.
1936. android Olimpija je poslana u Njemačku gdje je spriječila Aslaug, kćer Valkire Brynhilde, da otvori prolaz u Hindarfjall. To je učinila po naredbi Bena Maxwella, upravitelja Drugdje koji je povremeno surađivao s nacistima i Ljudima u crnom, a na inicijativu Lokija, bivšeg nordijskog boga vatre, tada izaslanika Heinricha Himmlera, šefa SS-a.
1939. agenti iz Drugdje uspjeli su nagovoriti nacističkog povjesničara Otta Rahna da prijeđe na njihovu stranu, lažirali njegovu smrt, te je on za Drugdje u Italiji tražio Sveti gral. 
1986. Chris Tower je očistio bazu Drugdje od Ljudi u crnom i postao njen direktor.
1996. Martin Mystère je u Drugdje donio Joyeuse, mač Karla Velikog, za koji se ispostavilo da je napravljen u vrijeme rata Atlantide i Mua. Iste godine, agenti iz Drugdje su se dokopali robotičke ruke Sergeja Orloffa s njegovom murchandom, bez koje je ovaj ostao tijekom borbe s Martinom Mystèreom.
1998. Interventna skupina Lambda, jedna od najboljih operativnih skupina baze Drugdje, je u ruševinama jednog od gradova Mua pronašla Alcaister, divovski tehno-magijski uređaj star više od 3000 godina, čija funkcija je bila pojačavanje i širenje psihičke energije onih koji se oko njega okupljaju. Alcaister je prenesen u bazu Drugdje.

### Budućnost
U 23. stoljeću (2099. godine, po futurističkom kaledaru), grupa kriminalaca predvođena čovjekom zvanim Terrel, pronašla je ruševine baze Drugdje, i počela rasprodavati zastarjelo oružje pronađeno ondje. No pronašli su i murchandu, lasersko oružje Sergeja Orloffa, pričvršćeno za njegovu robotičku ruku. Ne znajući kako koristiti murchandu, počeli su pretraživati bazu u potrazi za uputama za korištenje murchande. Tragajući su pronašli računalo na žive bjelančevine u koje je Mister Jinx 1987. kopirao svijest i sjećanja Martina Mystèrea. Vidjevši da se Mystère znao služiti murchandom, Terrelovi ljudi su ta sjećanja prelili u mozak robota kojemu su dali izgled identičan Mystèreovom. Kada su aktivirali tog robota, on je za sebe vjerovao da je originalni Martin Mystère. Terrel je robotičkog Martina uvjerio da je otet 1987. godine i doveden u budućnost vremenskim strojem, kako bi njegovim ljudima objasio kako murchanda funkcionira. No robotički Martin je odbio pomoći Terrelu i pobjegao je, a od Terrelovih ljudi ga je spasio Nathan Never.

## Zanimljivosti
- Baza Drugdje se prvi puta pojavljuje u talijanskom stripu Martin Mystère 1987. godine u epizodi La diabolica invenzione (Um koji ubija).

- Slavne osobe koje su bile članovi Drugdje ili su surađivale s Drugdje:
  - Nikola Tesla
  - Thomas Alva Edison
  - Grigorij Raspućin
  - Ulysses S. Grant
  - Mark Twain
  - Jules Verne
  - Sherlock Holmes
  - Joseph Merrick
  - Giuseppe Garibaldi
  - Otto Rahn

- U američkoj animiranoj seriji Martin Mystery pojavljuje se tajna agencija zadužena za proučavanje paranormalnog. Iako je serija bazirana na stripu, agencija se ne zove Drugdje nego "Centar". Najbolji agenti Centra su tinejdžeri Martin Mystery i Diana Lombard, te 25.000 godina star neandertalac Java. Centar vodi žena poznata samo po skraćenici M.O.M. (na engleskom-mama).